# Cortometrajes de Luis Oddó Osorio
Los cortometrajes de Luis Oddó Osorio (Valparaíso, 1865-Iquique, 3 de junio de 1899) son breves cortometrajes documentales chilenos, de cine mudo y en blanco y negro, rodados en formato de 35 mm en la ciudad nortina de Iquique, en la Región de Tarapacá, y exhibidos en el Salón de la Filarmónica de Iquique entre mayo y junio de 1897. Se sabe de cinco cortometrajes aunque no hay pruebas si una de ellas fue exhibida.
Son consideradas posiblemente las obras cinematográficas más antiguas del cine chileno, y las primeras películas exhibidas en el país. Actualmente solo se sabe de su existencia a través de los medios de prensa de aquellos tiempos, pues no se conservan reproducciones de las películas.

## Lista de cortometrajes
| Título                                                                                   | Duración | Estreno     | Argumento | Ref.  |
| ---------------------------------------------------------------------------------------- | -------- | ----------- | --- | ----- |
| Una cueca en Cavancha                                                                    | 1 m      | 20 de mayo  | Varios jóvenes y niños alegres comparten en la Playa Cavancha, al tiempo que una pareja comienza a bailar una cueca.   | [ 4 ] |
| Llegada de un tren de pasajeros del interior a Iquique                                   | 1 m      | 6 de junio  | Llega un tren de pasajeros a Iquique desde la pampa salitrera.                                                         | [ 7 ] |
| Bomba Tarapacá № 7                                                                       | ?        | 12 de junio | Sobre el cuerpo de bomberos Bomba Tarapacá N.º 7, uno de los más antiguos de Chile.                                    | [ 8 ] |
| Grupo de gananciosos en la partida de Football entre caballeros de Iquique y de la pampa | 1 m      | 12 de junio | - | [ 5 ] |
| Desfile en honor del Brasil                                                              | ?        | ? (1897)    | Acto público en Iquique hecho en honor a Brasil. Se encuentran pruebas de su producción pero ninguna de su exhibición. | [ 3 ] |